# Buxton Blue
Buxton Blue es un queso azul inglés pariente cercano del Blue Stilton. Se hace con leche de vaca. Su producción en Europa está regulada por leyes de Denominación de origen, habiendo obtenido el estatus PDO, y solo puede elaborarse en Buxton y sus alrededores de leche originaria de Derbyshire, Nottinghamshire o Staffordshire. Si escasea la leche en las granjas de la zona, puede provenir de los condados vecinos de Shropshire y Cheshire. 
Usualmente se hace en forma cilíndrica. Tiene un 45 % de materia grasa. Tiene un periodo de maduración entre 10 y 12 semanas. La corteza es natural, de color rojizo. Presenta ligeras vetas con un colorido de rojizo intenso. El sabor tiene un toque a chocolate negro y un regusto final a cebollas quemadas. 
Es un queso moderno apto para vegetarianos. Puede añadirse a sopas, ensaladas, o usarse solo para untar. Este queso puede tomarse con un vaso frío de vino dulce de postre o un oporto tipo ruby. 